# 馬塔加魯普橋
馬塔加魯普橋是澳大利亚西澳州珀斯的一座跨过天鵝河的人行斜拉桥，2018年7月14日开通。